# 大果刺篱木
大果刺篱木（学名：Flacourtia ramontchi）为大风子科刺篱木属下的一个种。

## 扩展阅读
- 維基物種上的相關：大果刺篱木